# デフ・レパード
デフ・レパード（Def Leppard）は、イングランドのロックバンド。
1980年代初頭の「NWOBHM」ムーブメントから台頭したグループの一つ。アルバム『炎のターゲット』と『ヒステリア』が、どちらも全米で1000万枚を超える空前の大ヒットを飛ばし世界的な成功を収めた。アルバム総売上は1億枚を超えている。VH1「最も偉大なハードロックバンド」第31位。2019年ロックの殿堂入り。

## ヒストリー

### 1977年～1979年
1977年、タプトン・スクールの生徒であったリック・サヴェージ（ベース）、ピート・ウィリス（ギター）、トニー・ケニング（ドラム）により、バンドの母体となるアトミック・マスが結成される。偶然、バスに乗り遅れたピートがジョー・エリオットと出会い、ギタリストとして勧誘するが、最終的にはジョー・エリオットはヴォーカリストとして参加。
バンド名は、元々"Deaf Leopard"（耳の聞こえない豹）であったが、ケニングの提案で現在の綴りに変更される。1978年1月には、スティーヴ・クラークがバンドに加入する。
同年11月には3曲のコンパクト盤であるDef Leppard EPのレコーディング作業に入る。この時トニーはバンドを去り、後任としてフランク・ヌーンが加入するが、彼も脱退し、その月末には当時15歳のリック・アレンが正式なドラマーとして加入する。その後フォノグラム社と契約。

### 1980年～1983年
1980年3月14日発売の『オン・スルー・ザ・ナイト』 (On Through the Night) でレコードデビュー。同作は全英チャートで15位を記録し、幸先の良いスタートを切る。
1981年7月11日には、2作目となる『ハイ&ドライ』 (High 'n' Dry) をリリースする。AC/DCなどを手がけたロバート・ジョン・マット・ラング(Robert John "Mutt" Lange)がプロデュースを担当し、同作は全英アルバムチャートの26位、また全米アルバムチャートの36位を記録し、ゴールドディスクに輝く（のちにアメリカでは200万枚を売り上げる）。ヨーロッパ・ツアーではオジー・オズボーン、ブラックフットのオープニングアクトを務めた。
翌年1982年7月、飲酒問題でバンドを解雇されたウィリスの後任として、元ガール(Girl)のフィル・コリンが加入する。
1983年1月20日には、3作目の『炎のターゲット』 (Pyromania) をリリース。同アルバムからシングルカットされた「フォトグラフ」はMTVのリクエスト放送でマイケル・ジャクソンの「今夜はビート・イット」を超える支持を集め、全米シングルチャートで12位を記録するヒットとなった。続く「ロック・オブ・エイジ」、「フーリン」もヒットし、アルバムは年末までに600万枚を売り上げ、全米チャートではマイケル・ジャクソンの『スリラー』に次ぐ最高2位を獲得した（のちにアメリカではRIAAによりダイアモンドディスクに認定されている）。
3月にはビリー・スクワイアをオープニングアクトに迎えて、ツアーを開始し、9月にはカリフォルニア州サンディエゴのジャック・マーフィー・スタジアムに5万5千人を集めた。

### 1984年～1989年
1984年2月、バンドは本拠地をアイルランドのダブリンへ移した。バンドは新しいアルバムの制作に取りかかるが、同年12月31日にドラマーのリック・アレンがシェフィールド郊外で交通事故を起こし、左腕を全て切断することになった。他のメンバーはアレン以外のドラマーは考えられないとメンバーチェンジを考えることなく、一時期はバンド自体を解散することも考えたが、事故報道を経て、そのような経緯を知ったシモンズ社がアレンの両足・右腕だけでも演奏が可能なカスタマイズのエレクトリック・ドラムを製作し、他のメンバーが、アレンがそれに対応しての復帰を待つかたちで、1986年にドニントンで開催されたモンスターズ・オブ・ロックでバンドは久々にライブを行った。
1987年8月3日には、4作目となる『ヒステリア』 (Hysteria) を発表。先行シングルの「ウィメン」こそ奮わなかったものの、続くシングル「アニマル」は全英シングルチャートで6位、全米シングルチャートで19位を記録し、母国イギリスでもスターの仲間入りを果たす。アルバム自体もその週には全英1位となった。翌年1988年3月には3枚目のシングル「ヒステリア｣が全米シングルチャートの10位にランクインし、彼らにとって初めての全米TOP10ヒットとなると共に、続く「シュガー・オン・ミー」は全米シングルチャートで2位を記録。アメリカでの売り上げは前作『炎のターゲット』と比べ、スローペースであったが、ほぼ1年後の1988年7月に、全米アルバムチャートでも1位を獲得する。10月には「ラヴ・バイツ」が全米シングルチャートの1位に輝くと共に、翌年1989年1月には「アーマゲドン」も全米シングルチャートの3位を記録するヒットとなり、更には「ロケット」も全米シングルチャートの12位を記録したことで、同作は2018年までに全世界で2800万枚を売り上げる、空前の大ヒット作となる。またハードロックバンドのアルバムとしては、7枚のシングルが全米シングルチャートに全てチャートインしたアルバムは、2018年時点では、このアルバム以外に存在していない。
センター・ステージを採用したツアーは、15ヶ月間にわたって行われた。

### 1990年～1999年

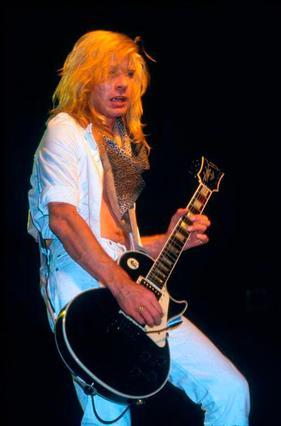
スティーヴ・クラーク(G)

1991年1月8日、ギタリストのスティーヴ・クラークが、アルコールと精神安定剤、鎮痛薬の過剰摂取で死亡。当時5作目のレコーディング中であったが、バンドは後任ギタリストは迎えず、残りのギターパートは全てフィル・コリンが担当。1992年3月30日に5thアルバム『アドレナライズ』 (Adrenalize) を発表した。このアルバムは15カ国で1位を記録、全世界で700万枚以上を売り上げた。
アルバム発表後、クラークの後任として元ディオ 、ホワイトスネイク のヴィヴィアン・キャンベルが加入。翌年の1993年にはB面曲、未発表曲等を集めたアルバム『レトロ・アクティヴ』 (Retro Active) をリリースした。スウィートのカヴァー「アクション」や、映画『ラスト・アクション・ヒーロー』のサントラに使われヒットした「トゥー・ステップス・ビハインド」 (Two Steps Behind) はこのアルバムに収められている。
1995年には彼ら初のベスト・アルバム『デフ・レパード・グレイテスト・ヒッツ』 (Vault: Def Leppard's Greatest Hits (1980-1995) ) をリリース。新曲として「ラヴ・アンド・ヘイト」(When Love & Hate Collide)がシングル・ヒットし、チャートインした。
1996年に4年ぶりの6枚目のスタジオアルバム『スラング』 (Slang) をリリースしたが、オルタナティヴ・ロック要素を加えるなどした作風が、ファンの混乱、反発を生んでしまったため、売り上げはふるわなかった。
1999年4月には7枚目のスタジオアルバム『ユーフォリア』 (Euphoria) を発表。先行シングル「プロミセス」 (Promises) がヒットし、メインストリーム・ロックのチャートで3週間1位をキープした。

### 2000年～2009年
2001年、彼らのドキュメンタリーDVD『Hysteria - The Def Leppard Story』をリリースした。
2002年7月、8枚目のスタジオアルバム(トータルで10枚目)『X』 (X) をリリースした。このアルバムは全米初登場で11位となったが、売り上げは思うように伸びずに終わった。このアルバムのツアーは、所属レコード会社との関係が悪かったため、レコード会社から資金を提供されず、バンドの費用負担で行われた。アルバムの売れ行きとは裏腹に、10000人程度収容できる会場をメインに行われた北米ツアーはほぼ満席で、大成功に終わった。

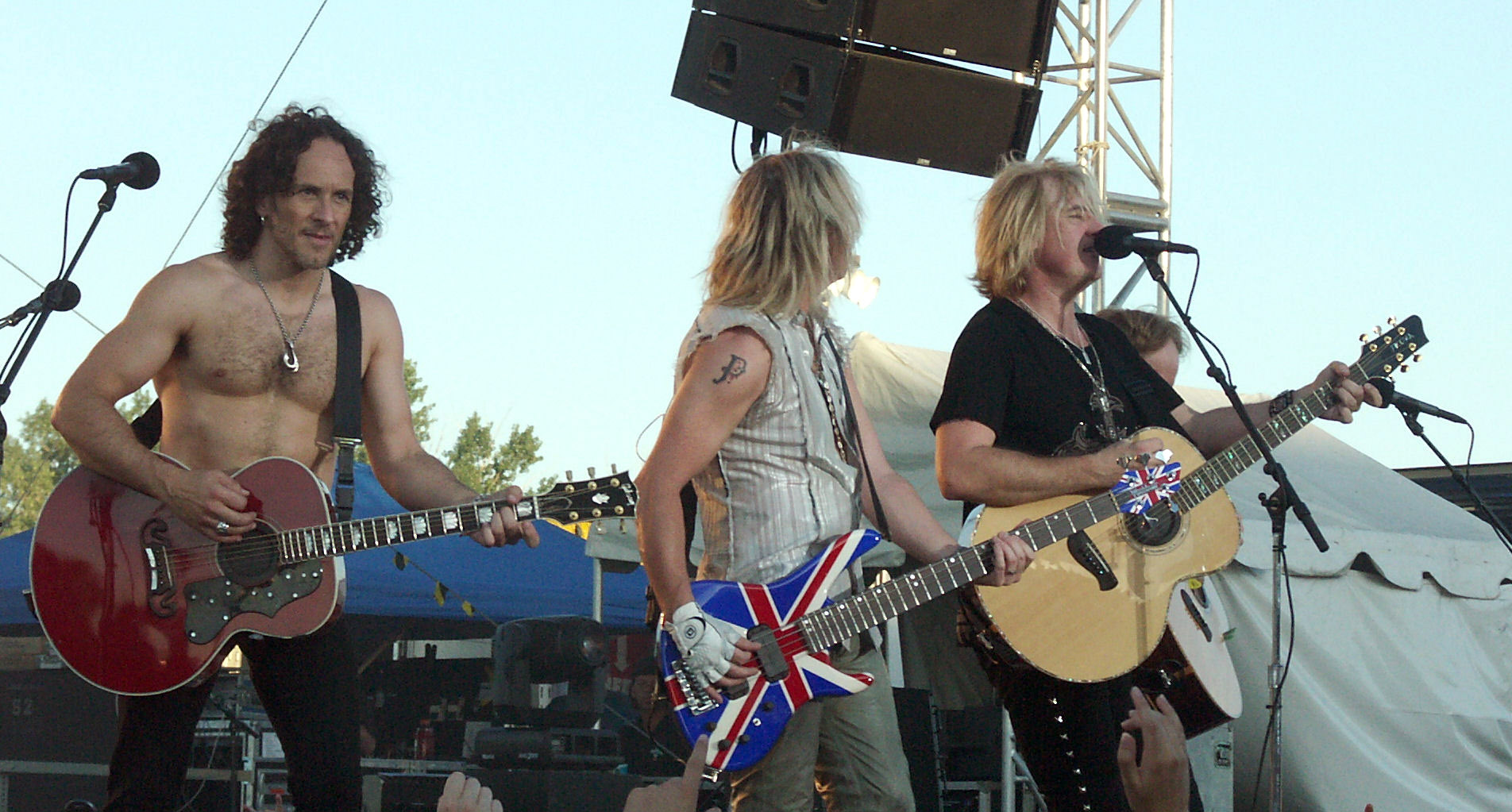
マイノット公演 (2007年6月)

2004年、イギリスで『Best Of』、2005年にはアメリカで『Rock of Ages: The Definitive Collection』のベストアルバムをリリース、それぞれ最高位6位、10位を記録した。また2005年7月にフィラデルフィアで行われたLIVE 8（ライブ・エイト）に参加した。
2006年5月23日（日本発売6月28日）にカバー・アルバム『Yeah!〜イエーイ』 (Yeah!)をリリース。
2008年4月、9枚目のスタジオアルバム『ソングス・フロム・ザ・スパークル・ラウンジ』 (Songs from the Sparkle Lounge)をリリースし、全米5位、全英10位を記録した。同アルバムからの先行シングル「ナイン・ライヴス」はアメリカのカントリー歌手、ティム・マッグロウがボーカルと作曲で参加している。本作品のツアーより、ホワイトスネイクとのダブルヘッドライナーでのツアーを敢行、同年、来日を果たし、武道館公演が行われた。

### 2010年～2019年
2011年6月7日（日本発売7月20日）に、ライブ・アルバム『ミラー・ボール』(Mirror Ball)をリリース。11月に3年ぶりの来日コンサートが大阪、東京で行われた。
2015年10月30日（世界同時発売）に、7年ぶりのスタジオ盤となるセルフタイトルの10枚目のスタジオアルバム『デフ・レパード』(Def Leppard)をリリース。11月に4年ぶりの来日コンサートが東京、大阪、名古屋、仙台で行われた。
2017年、メガヒットした4thアルバム『ヒステリア』再現ライブのツアー計画を公表し、翌2018年には同企画での来日公演が実現した。
2019年には、ロックの殿堂入りを果たした。

### 2020年～
2022年、5月27日に7年振り、通算12枚目のスタジオ・アルバムアルバム『Diamond Star Halos』を発売。
2023年3月12日、モトリー・クルーとのジョイント公演のために滞在していたアメリカ・フロリダ州のホテル付近でドラムのリック・アレンが暴漢に襲われる事件に遇い、頭を地面に打ち付けて怪我を負った。犯人は過去にも障がい者や年配者への暴行事件を起こし起訴されたことのある19歳の男で当日中に逮捕・起訴された。5月16日にはデフ・レパードのオフィシャル・ブック出版記念トーク・イベントをロンドンのロイヤル・フェスティバル・ホールで開催。事件以来久々にリックも公に姿を現しイベントに参加した。5月19日、過去に発表した楽曲を再構築したロイヤル・フィルハーモニック・オーケストラとの共演アルバム『Drastic Symphonies』を発売。またアルバム発売と同日にバンドの出身地イングランド・シェフィールドにあるThe Leadmillで小規模（観客は約900人）のアルバム発売記念ライブを開催した。6月26日、ハリウッド・ウォーク・オブ・フェイムの設立元である米・ハリウッド商工会議所より、デフ・レパードが2024年に殿堂入りすることが発表された。これによりバンド名が刻まれた星型プレートがハリウッドの歩道に設置されることになる。

## メンバー
※2019年7月時点

### 現ラインナップ
- ジョー・エリオット (Joe Elliott) - ボーカル/アコースティックギター (1977– )
- フィル・コリン (Phil Collen) - ギター (1982– )
- ヴィヴィアン・キャンベル (Vivian Campbell) - ギター (1992– )
- リック・サヴェージ (Rick Savage) - ベース (1977– )
- リック・アレン (Rick Allen) - ドラムス (1978– )

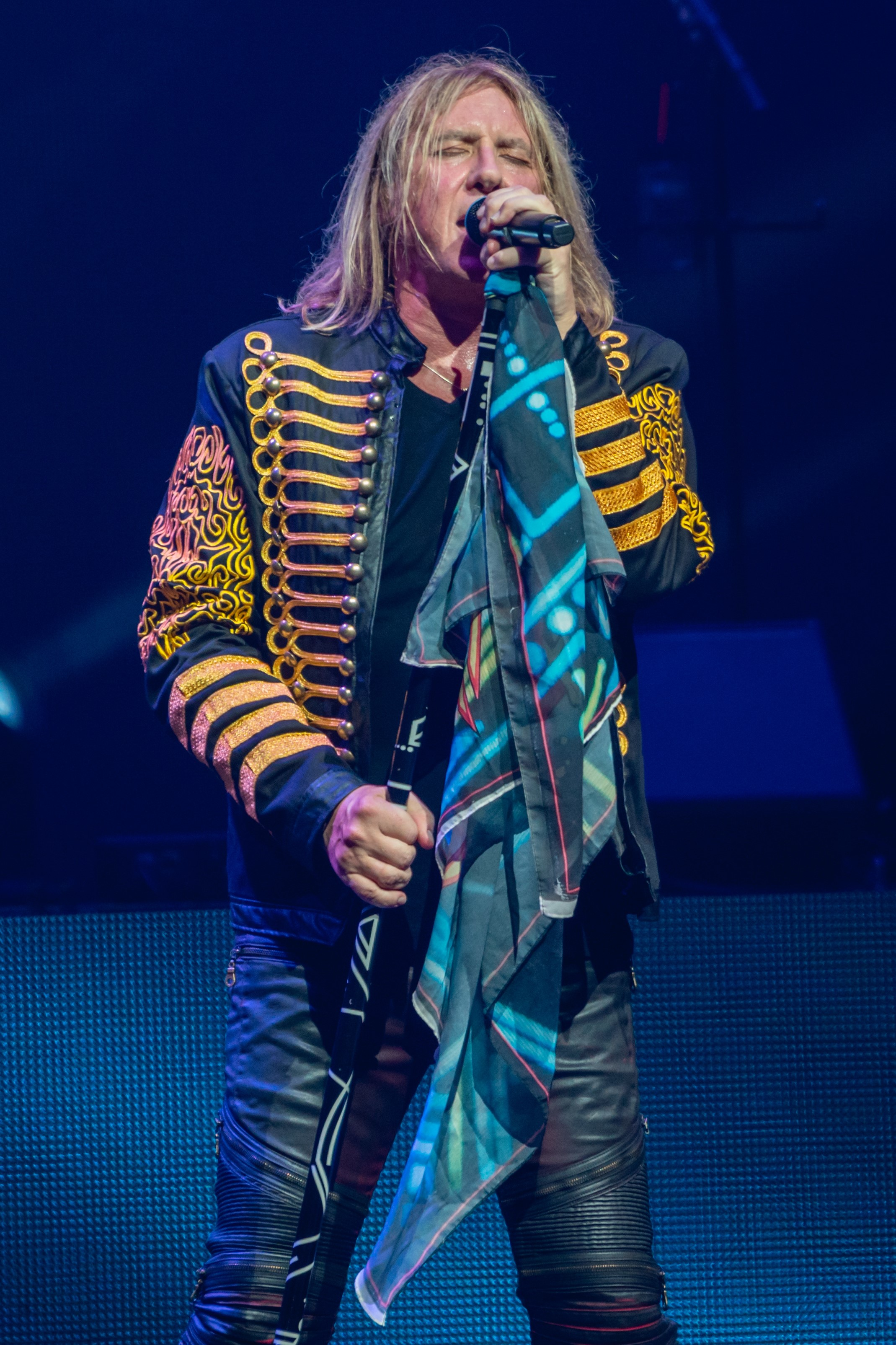
ジョー・エリオット(Vo) 2018年
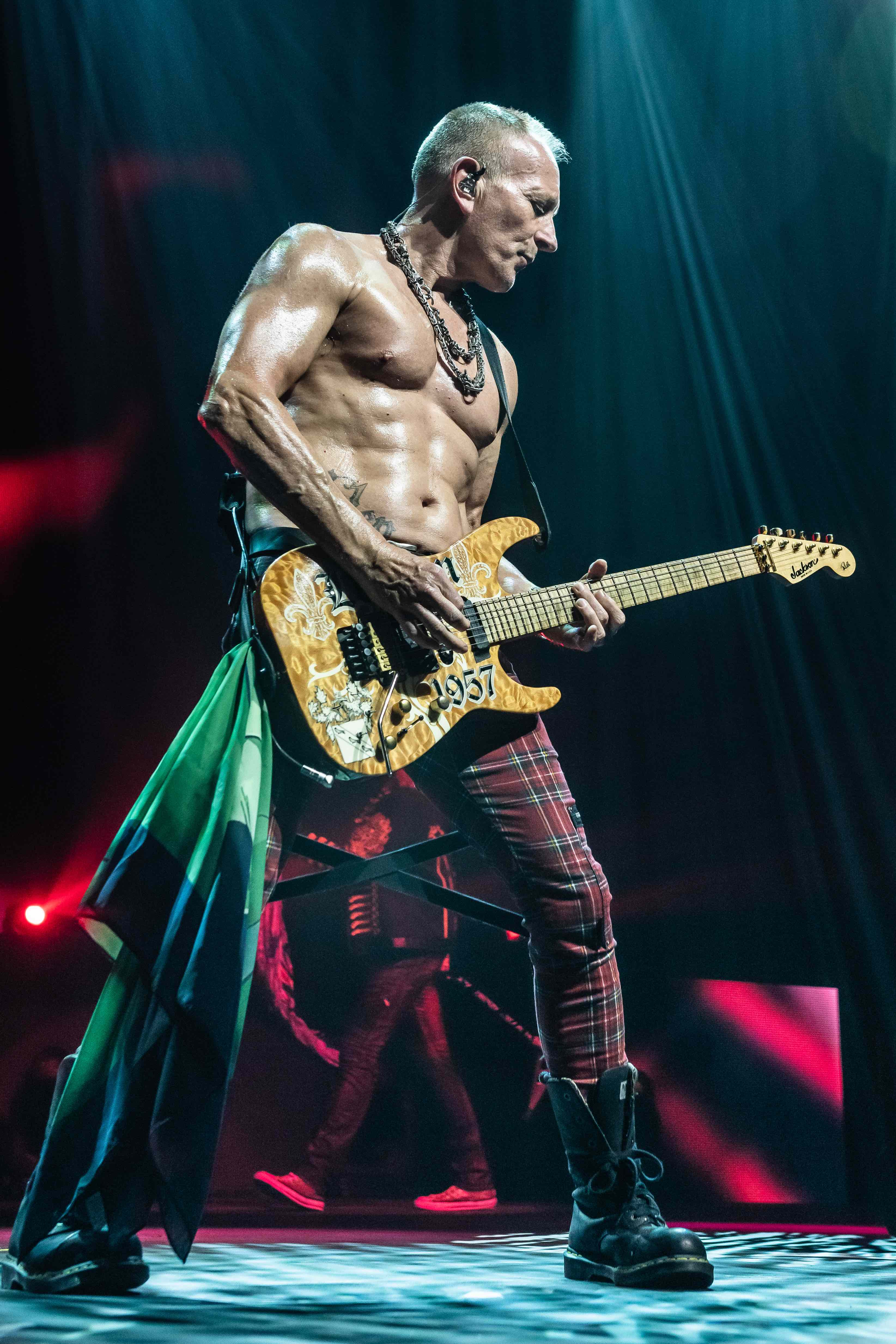
フィル・コリン(G) 2018年
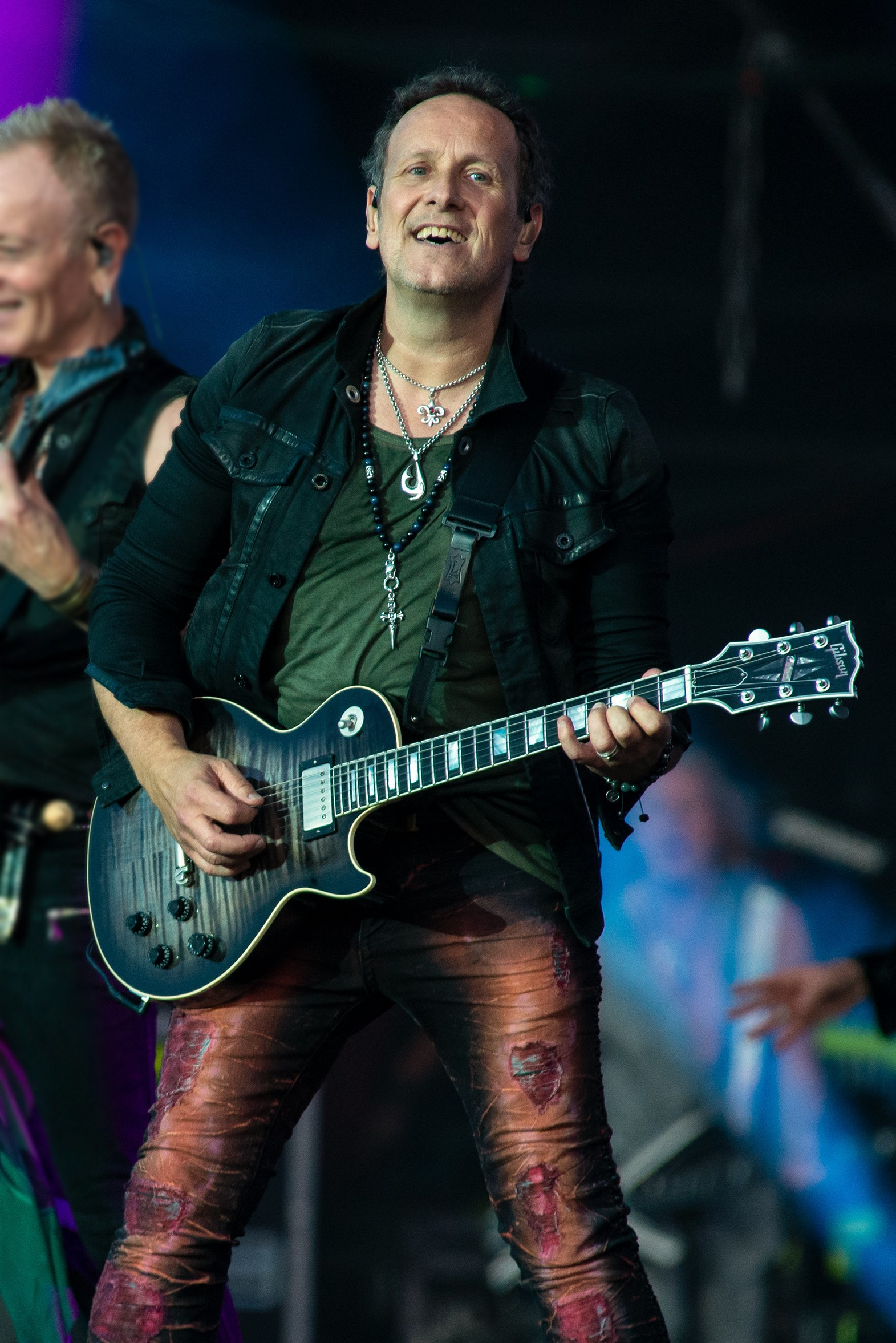
ヴィヴィアン・キャンベル(G) 2019年
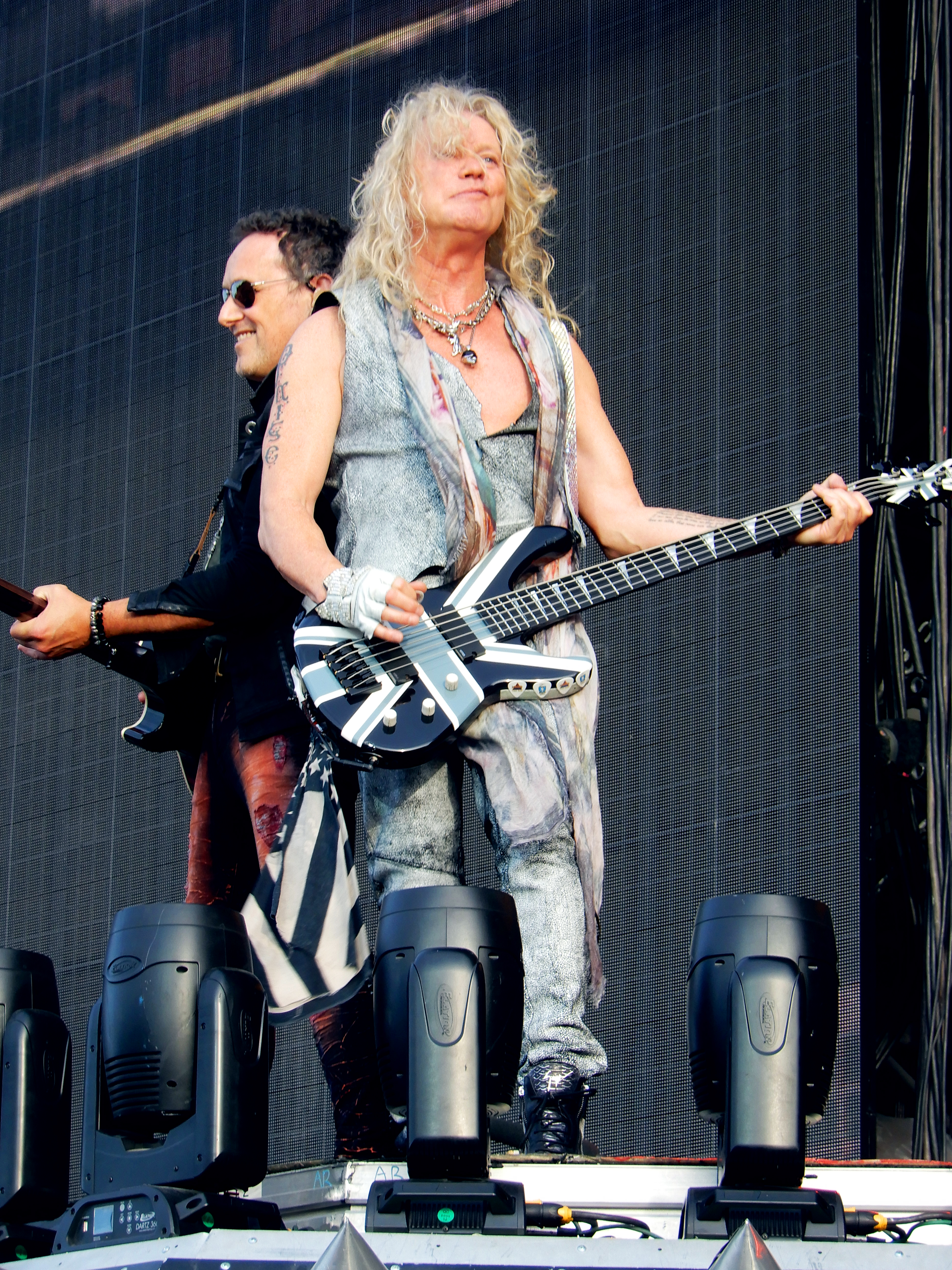
リック・サヴェージ(B) 2019年
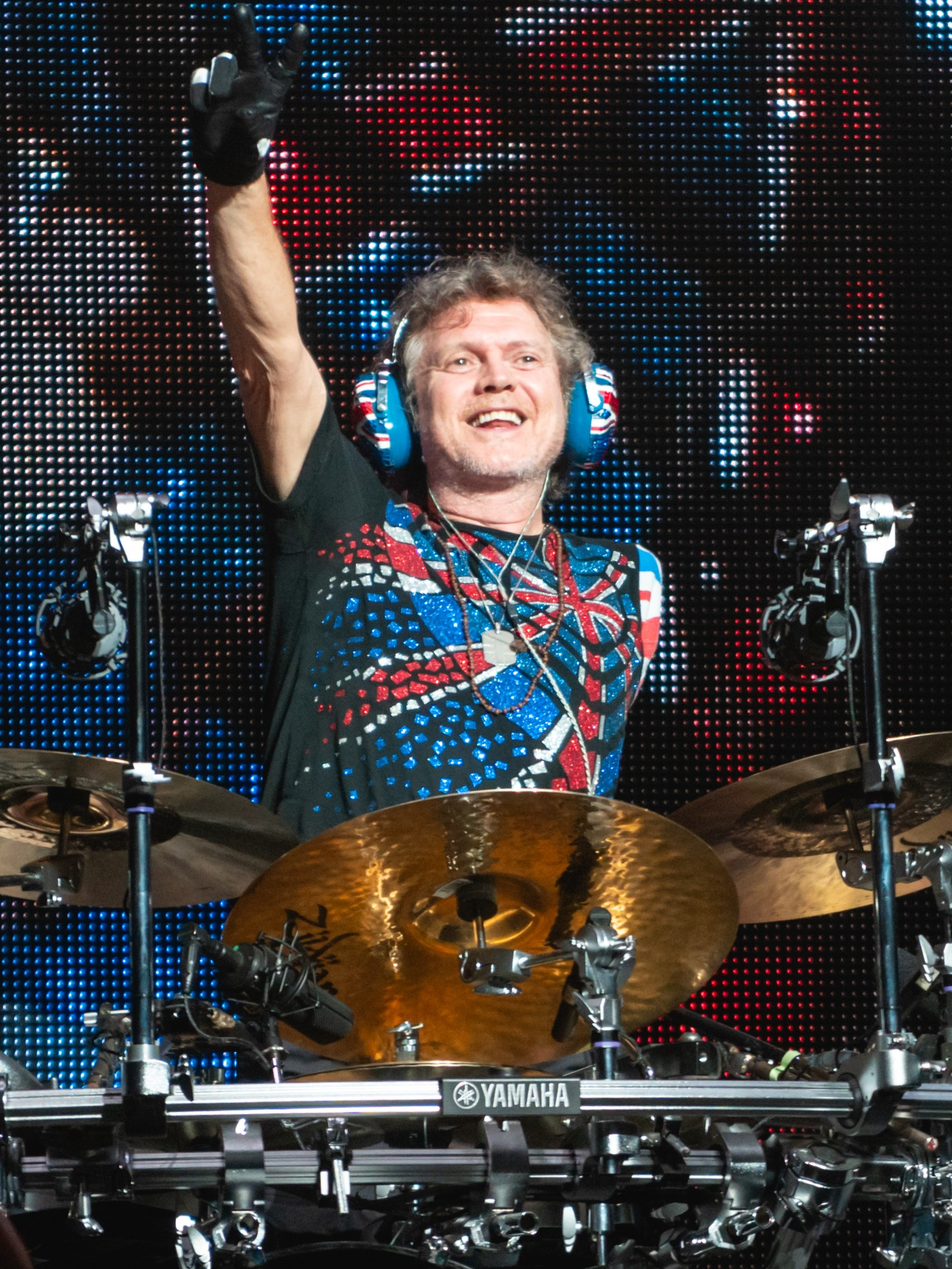
リック・アレン(Ds) 2018年

### 旧メンバー
- トニー・ケニング (Tony Kenning) - ドラムス (1977–1978)
- ピート・ウィリス (Pete Willis) - ギター (1977–1982)
- スティーヴ・クラーク (Steve Clark) - ギター (1978–1991) RIP.1991

## ディスコグラフィー

### スタジオ・アルバム
| 年                                        | タイトル                                                                   | アルバム詳細                                                                                       | チャート最高位 | チャート最高位 | チャート最高位 | チャート最高位 | チャート最高位 | チャート最高位 | チャート最高位 | チャート最高位 | チャート最高位 | チャート最高位 | 認定                                                                        |
| 年                                        | タイトル                                                                   | アルバム詳細                                                                                       | UK             | AUS            | CAN            | FIN            | GER            | NOR            | NZ             | SWE            | SWI            | US             | 認定                                                                        |
| ----------------------------------------- | -------------------------------------------------------------------------- | -------------------------------------------------------------------------------------------------- | -------------- | -------------- | -------------- | -------------- | -------------- | -------------- | -------------- | -------------- | -------------- | -------------- | --------------------------------------------------------------------------- |
| 1980                                      | オン・スルー・ザ・ナイト - On Through the Night                            | - 発売日: 1980年3月14日 - レーベル: Mercury - フォーマット:CD, cassette, LP - 全米売上: 100万枚    | 15             | 98             | —              | —              | —              | —              | —              | —              | —              | 51             | - CAN: プラチナ - US: プラチナ                                              |
| 1981                                      | ハイ&ドライ - High 'n' Dry                                                 | - 発売日: 1981年7月11日 - レーベル: Mercury - フォーマット: CD, cassette, LP - 全米売上: 200万枚   | 26             | —              | —              | —              | —              | —              | —              | 31             | —              | 38             | - US: 2× プラチナ - CAN: プラチナ                                           |
| 1983                                      | 炎のターゲット - Pyromania                                                 | - 発売日: 1983年1月20日 - レーベル: Mercury - フォーマット: CD, cassette, LP - 全米売上: 1,000万枚 | 18             | 70             | 4              | —              | —              | —              | 26             | 23             | —              | 2              | - UK: シルバー - CAN: 7× プラチナ - US: ダイヤモンド                        |
| 1987                                      | ヒステリア - Hysteria                                                      | - 発売日: 1987年8月3日 - レーベル: Mercury - フォーマット: CD, cassette, LP - 全米売上: 1,200万枚  | 1              | 1              | 1              | —              | 10             | 1              | 1              | 2              | 2              | 1              | - UK: 2× プラチナ - AUS: 4× プラチナ - CAN: 10× プラチナ - US: 12× プラチナ |
| 1992                                      | アドレナライズ - Adrenalize                                                | - 発売日: 1992年3月31日 - レーベル: Mercury - フォーマット: CD, cassette, LP                       | 1              | 1              | 1              | 17             | 8              | 2              | 1              | 5              | 1              | 1              | - UK: プラチナ - CAN: 4× プラチナ - US: 3× プラチナ                         |
| 1996                                      | スラング - Slang                                                           | - 発売日: 1996年5月14日 - レーベル: Mercury - フォーマット: CD, cassette, LP                       | 5              | 11             | 12             | 13             | 34             | 25             | 14             | 5              | 19             | 14             | - UK: ゴールド - CAN: プラチナ - US: ゴールド                               |
| 1999                                      | ユーフォリア - Euphoria                                                    | - 発売日: 1999年6月8日 - レーベル: Mercury - フォーマット: CD, cassette, LP                        | 11             | 54             | 32             | 16             | 14             | 30             | —              | 7              | 14             | 11             | - CAN: ゴールド - US: ゴールド                                              |
| 2002                                      | X - X                                                                      | - 発売日: 2002年7月30日 - レーベル: Island - フォーマット: CD, cassette, LP                        | 14             | 49             | 12             | 33             | 19             | 19             | —              | 15             | 9              | 11             |                                                                             |
| 2006                                      | Yeah!〜イエーイ! - Yeah!                                                   | - 発売日: 2006年5月23日 - レーベル: Mercury, Island - フォーマット: CD, LP                         | 52             | 95             | 13             | —              | 73             | —              | —              | 25             | 57             | 16             |                                                                             |
| 2008                                      | ソングス・フロム・ザ・スパークル・ラウンジ - Songs from the Sparkle Lounge | - 発売日: 2008年4月25日 - レーベル: Mercury - フォーマット: CD, LP - 全米売上: 5.5万枚             | 10             | 82             | 7              | 27             | 43             | 15             | 26             | 26             | 29             | 5              |                                                                             |
| 2015                                      | デフ・レパード - Def Leppard                                               | - 発売日: 2015年10月30日 - レーベル: Bludgeon Riffola, earMUSIC - フォーマット: CD, LP             | 11             | 4              | 11             | 32             | 10             | 15             | 17             | 11             | 2              | 10             |                                                                             |
| 2022                                      | ダイアモンド・スター・ヘイローズ - Diamond Star Halos                      | - 発売日: 2022年5月27日 - レーベル: Bludgeon Riffola, Mercury Records - フォーマット: CD, LP       | 5              | 3              | 16             | 8              | 8              | 22             | 21             | 14             | 4              | 10             |                                                                             |
| "—"は未発売またはチャート圏外を意味する。 |                                                                            | |                |                |                |                |                |                |                |                |                |                |                                                                             |

### ライブ・アルバム
| 発売年 | タイトル（邦題） | タイトル（原題） | UK | US | 全米売上 |
| ------ | ---------------- | ---------------- | -- | -- | -------- |
| 2011年 | ミラー・ボール   | Mirror Ball      | 44 | 16 | -        |
| 2013年 | ビバ! ヒステリア | Viva! Hysteria   | 73 | 24 | -        |

### コンピレーション・アルバム
| 発売年 | タイトル（邦題）                     | タイトル（原題）                                                   | UK | US | 全米売上  |
| ------ | ------------------------------------ | ------------------------------------------------------------------ | -- | -- | --------- |
| 1993年 | レトロ・アクティヴ                   | Retro Active                                                       | 6  | 9  | 1,000,000 |
| 1995年 | デフ・レパード・グレイテスト・ヒッツ | Vault:Def Leppard's Greatest Hits (1980-1995)                      | 3  | 15 | 4,000,000 |
| 2004年 | ベスト                               | Best of Def Leppard                                                | 6  | -  | -         |
| 2005年 | ロック・オブ・エイジズ               | Rock of Ages：The Definitive Collection                            | -  | 10 | 1,000,000 |
| 2023年 | ドラスティック・シンフォニーズ       | Drastic Symphonies (Def Leppard with Royal Philharmonic Orchestra) | -  | -  | -         |

全米通算売上枚数 3500万枚
- 売上はRIAA（全米レコード協会）による認定枚数。

## 来日公演
- Pyromania Tour（1984年）
  - 1月24日 東京 渋谷公会堂
  - 1月25日 大阪 大阪厚生年金会館
  - 1月26日 東京 中野サンプラザ
- Hysteria Tour（1988年）
  - 5月17日 東京 国立代々木競技場第一体育館
  - 5月19日 横浜 横浜文化体育館
  - 5月21日・22日 大阪 大阪フェスティバルホール
  - 5月24日 名古屋 名古屋市公会堂
- Adrenalize Tour（1993年）
  - 6月15日 仙台 仙台サンプラザ
  - 6月16日 横浜 横浜文化体育館
  - 6月18日 大阪 大阪城ホール
  - 6月19日 広島 広島厚生年金会館
  - 6月21日・22日・23日 東京 日本武道館
- Vault（1995年）
  - 11月11日 東京 渋谷公会堂
- Japan tour 1996（1995年）
  - 6月11日 名古屋 センチュリーホール
  - 6月13日 広島 広島厚生年金会館
  - 6月14日 福岡 福岡サンパレス
  - 6月17日 大阪 大阪城ホール
  - 6月18日・19日 東京 日本武道館
  - 6月21日 横浜 横浜文化体育館
  - 6月22日 仙台 仙台サンプラザ
- Euphoria Tour（1999年）
  - 09月24日 名古屋 名古屋市民会館
  - 09月26日 大阪 大阪フェスティバルホール
  - 09月27日 大阪 大阪厚生年金会館
  - 09月28日 福岡 Zepp福岡
  - 09月30日・10月1日・2日 東京 東京国際フォーラム ホールA
  - 10月04日 横浜 パシフィコ横浜国立大ホール
- X Tour（2002年）
  - 11月17日 仙台 Zepp仙台
  - 11月18日 金沢 金沢市観光会館
  - 11月20日 名古屋 愛知厚生年金会館
  - 11月21日 大阪 大阪厚生年金会館
  - 11月22日 横浜 神奈川県民ホール
  - 11月25日・26日・27日 東京 渋谷公会堂
- Def Leppard / Whitesnake Joint Tour（2008年）
  - 10月23日・24日 東京 日本武道館
  - 10月27日 大阪 大阪城ホール
  - 10月28日 名古屋 日本ガイシホール
    - ホワイトスネイクとのジョイント・ツアー
- Def Leppard / Whitesnake Joint Tour（2011年）
  - 11月5日 大阪 グランキューブ大阪
  - 11月7日・8日 東京 東京国際フォーラム ホールA
- 2015 World Tour （2015年）
  - 11月09日 東京 日本武道館
  - 11月10日 大阪 オリックス劇場
  - 11月12日 名古屋 Zepp名古屋
  - 11月13日 仙台 仙台サンプラザ
- The Hysteria Tour 2018 （2018年）
  - 10月24日 東京 日本武道館
  - 10月26日 大阪 Zepp難波
  - 10月29日 名古屋 Zepp名古屋
- The World Tour （2023年）
  - 11月3日・4日 横浜 Kアリーナ横浜
    - モトリー・クルーとのジョイント・ツアー